# 柘植亮二
柘植 亮二（つげ りょうじ、1978年5月12日 - ）は、日本の元俳優。大阪府東大阪市出身。血液型O型。
現在は芸能界を引退し、代理店の社長を務めている。

## 出演

### 再現
- 踊る!さんま御殿!!（日本テレビ）
- 人気者でいこう!（朝日放送）
- ウンナンのホントコ!（TBS）
- 極楽とんぼのとび蹴りヴィーナス（テレビ朝日）
- 中居正広の金曜日のスマたちへ（TBS）
- スーパーフライデー「あなたの尻も大炎上！人生の危機脱出大作戦絶体絶命レベルMAX」（2002年、TBS）
- 行列のできる法律相談所（日本テレビ）
- ウッチャきナンチャき（TBS）
- 爆笑問題のバク天!（TBS） - 太田光 役

### テレビドラマ
- 智子と知子（1997年、TBS）
- Sweet Season（1998年、TBS）
- ランチの女王 第7話（2002年、フジテレビ） - カツアゲできなかった青年 役
- みにくいアヒルの子〜涙の再会スペシャル〜（2003年、フジテレビ）
- こちら本池上署4 第2話（2004年、TBS） - 犯人 役

### 映画
- 狼たちの復讐（1998年）
- 天使に見捨てられた夜（1999年）
- NAGISA（2000年）
- 凶気の桜（2002年）
- ユメノアリカ（2003年） - 宇佐美晴 役
- 偶然にも最悪な少年（2003年）
- 3on3（2003年）
- BLANKY（2003年、アリエス自社制作作品）
- Shogyo無Joe（2003年、アリエス自社制作作品）
- START!（2004年、YOUGOTIME/融合体第一回制作作品） - 主役・夏目裕也 役
- 下妻物語（2004年）
- コンクリート（2004年） - 池田智巳 役
- 誰も知らない（2004年）
- Kiss me or kill me 届かなくても愛してる（2005年） - ヒロシ 役
- オペレッタ狸御殿（2005年）
- My KOREA（2005年、アリエス自社制作作品） - カズヤ 役

### 舞台
- 葦ノ籠
- 長屋版愛の乞食（アパートチエコ・夜のストレンジャー）
- あぁ、ひめゆりの塔 - 主役・与那嶺武 役
- ミュージカル オズの魔法使いと夢の国
- …eve ずっとサンタクロース

### イベント
- 新座サティ - イベントMC
- 東京ゲームショウ - クラッシュ君 役
- テレタビーズ
- ブライダルショーモデル

### Vシネマ
- 湘南爆走族 3
- リベンジャー 女復讐人〜レイプサークルを閉鎖せよ〜（2003年）
- 転校生

### CM
- 日本ケンタッキー・フライド・チキン「合言葉は特盛」編
- クラッシュ・バンディクー カーニバル（ソニー・コンピュータエンタテインメント）
- NTTドコモ関西「学割スタート」編、「503iS」編
- ゲットサポート

### WEBドラマ
- ネット探偵 菜庭アイ子
- でるでる

### PV
- 警察庁『なくせ！ストーカー！〜心の闇に潜むもの〜』
- コカ・コーラ イベントPV